# Maribel Querol Carrillo
Maribel Querol Carrillo (Barcelona, 1947) és una dissenyadora industrial i gràfica. Realitza els estudis a les escoles Elisava i Eina de Barcelona, ampliant-los a l'École des Arts et Métiers de Mont-real al Canadà. El 1973 obre el seu primer estudi professional amb Josep Lluscà amb qui col·labora en la realització de diferents dissenys. Entre el 1978 i el 1980 és directora artística i responsable de la selecció de productes de l'empresa Blauet. El 1982 crea NORDA, empresa dedicada bàsicament al disseny i producció d'objectes d'oficina, per a la qual dissenya molts dels seus productes que han estat guardonats nacionalment i internacionalment. El 1995 inicia una nova activitat com a dissenyadora de joies. Les seves peces han estat mostrades en nombroses exposicions nacionals i internacionals, d'entre les quals podem destacar el sistema de seients Prolongue (1974) i la sèrie de carteres per a NORDA (1982), de les quals se'n conserven exemplars al Museu del Disseny de Barcelona.
Així mateix, va ser una de les dissenyadores presents a l'exposició Som aquí. Les dones en el disseny 1900-avui, organitzada pel Museu del Disseny de Barcelona el 2023, que recuperava les dissenyadores pioneres dels anys 1960, 1970 i 1980 a Catalunya.